# Ganggrab von Uggerslev Mark

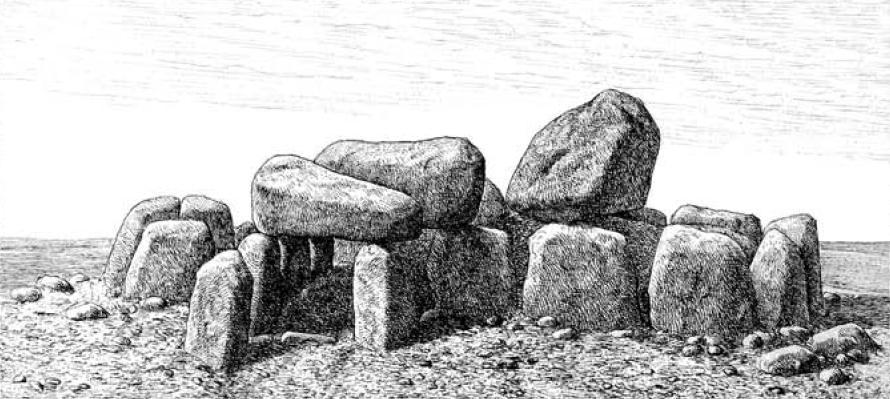
Ansicht des Grabes nach Madsen

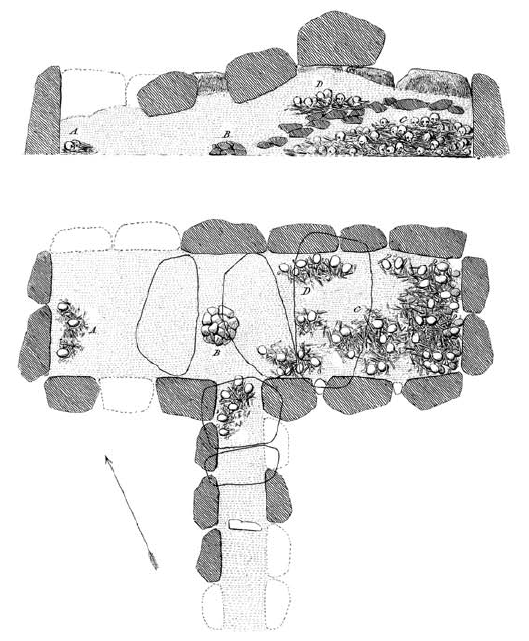
Grundriss und Querschnitt des Grabes nach Madsen

Das Ganggrab von Uggerslev Mark in der alten Harde Skam Herred auf Fünen in Dänemark wurde bereits 1892 von Andreas Peter Madsen (1822–1911) untersucht. Das Ganggrab (dänisch Jættestue) liegt in der Nordfyns Kommune in der Region Syddanmark.
Das innen etwa acht Meter lange und 2,3 m breite, nahezu exakt rechteckige und 1,5 m hohe Ganggrab gehört mit zu den frühesten untersuchten Anlagen in Dänemark. Es ist eine Megalithanlage der Trichterbecherkultur (TBK) und entstand im Neolithikum zwischen 3500 und 2800 v. Chr. Das Ganggrab ist eine Bauform jungsteinzeitlicher Megalithanlagen, die aus einer Kammer und einem baulich abgesetzten, lateralen Gang besteht. Diese Form ist primär in Dänemark, Deutschland und Skandinavien, sowie vereinzelt in Frankreich und den Niederlanden zu finden. Neolithische Monumente sind Ausdruck der Kultur und Ideologie neolithischer Gesellschaften. Ihre Entstehung und Funktion gelten als Kennzeichen der sozialen Entwicklung.

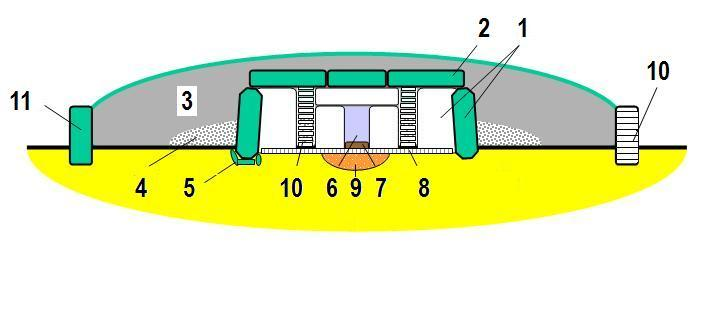
Schema Ganggrab (Querschnitt) 1=Trag-, 2= Deckstein, 3=Erdhügel, 4=Dichtung, 5=Verkeilsteine, 6=Zugang, 7= Schwellenstein. 8=Bodenplatten, 9=Unterbodendepots, 10=Zwischenmauerwerk 11=Randsteine

## Beschreibung
Es bestand aus 16 Tragsteinen, je sechs auf den Lang- und je zwei auf den Kurzseiten. Drei dieser Steine fehlten. Von den ehemals sechs oder sieben Decksteinen waren noch drei vorhanden. Einer lag auf, zwei waren in die Kammer verstürzt. Vom Gang waren noch vier Steine von vier Paaren vorhanden, vier Steine fehlten. Ein Deckstein des Ganges lag am Übergang zwischen Kammer und Gang auf zwei Tragsteinen der Kammer und einem Gangstein auf. Ein möglicher Verschlussstein wurde im Gang gefunden.
In der mit Erde gefüllten Kammer und im Gangbereich wurden, abgesehen von Nachbestattungen (z. B. in Urnen), Skelettteile von etwa 100 Personen, darunter 30 vollständige Schädel und damit die größte Anzahl in einem nordischen Ganggrab gefunden.